# Tossiat
Tossiat település Franciaországban, Ain megyében. Lakosainak száma 1389 fő (2022. január 1.). Tossiat Certines, Journans, Montagnat, Revonnas és Saint-Martin-du-Mont községekkel határos.

## Népesség
A település népessége az elmúlt években az alábbi módon változott:
| Lakosok száma | 534  | 879  | 979  | 1327 | 1353 | 1370 | 1362 | 1355 | 1354 | 1389 |
|               | 1968 | 1982 | 1990 | 2006 | 2013 | 2015 | 2017 | 2019 | 2020 | 2022 |